# Згорни Хотич
Згорни Хотич (на словенски: Zgornji Hotič) е село в Словения, регион Средна Словения, община Лития. Според Националната статистическа служба на Република Словения през 2015 г. селото има 262 жители.